# Abberufungsreferendum in Venezuela 2016

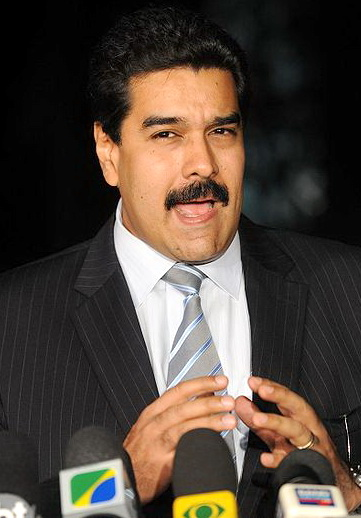
Nicolás Maduro

Das Abberufungsreferendum in Venezuela 2016 ist eine in Vorbereitung befindliche, von der staatlichen Wahlbehörde auf unbegrenzte Zeit ausgesetzte Volksabstimmung in Venezuela mit dem Ziel der Absetzung des Präsidenten Nicolás Maduro. Mit der Sammlung von 2,5 Millionen Unterschriften erfolgte Anfang Mai 2016 der hierzu notwendige erste Schritt. Der weitere Ablauf ist ungewiss, die Durchführung gilt als unwahrscheinlich.

## Politischer Hintergrund
Die Politik in Venezuela ist stark polarisiert. Seit der Wahl von Hugo Chávez zum Staatspräsidenten 1999 und den Wahlsiegen seiner Partei, der Partido Socialista Unido de Venezuela, wird in Venezuela eine von sozialistischen und marxistischen Ideen bestimmte Politik betrieben. Die Politik wird von der Regierung als Bolivarische Revolution und von Anhängern als Sozialismus des 21. Jahrhunderts bezeichnet. Kern dieser Politik war die Verstaatlichung der Schlüsselindustrien und die Nutzung des Ölreichtums Venezuelas zur Umsetzung der Sozialpolitik der Regierung und auch zur Unterstützung deren Klientel.
2004 scheiterte ein Abberufungsreferendum gegen Hugo Chávez. Nach dem Tod von Hugo Chávez wurde Nicolás Maduro in der Präsidentschaftswahl in Venezuela 2013 mit knappem Ergebnis zum Präsidenten gewählt.
Trotz der Verhaftung führender Oppositionspolitiker erhielt die Opposition bei den Parlamentswahlen in Venezuela 2015 zwei Drittel der Mandate. Dieser Wahlerfolg führte jedoch zu keiner Änderung der Politik. Die Regierung regiert seit der Wahl mit Notverordnungen, die ihr noch das alte Parlament genehmigt hatte. Die Gesetze des Parlamentes (unter anderem ein Gesetz zur Freilassung der politischen Gefangenen) wurden vom Präsidenten mit Hilfe seines Veto-Rechtes zurückgewiesen. In Umfragen sprechen sich zwei Drittel der Wähler für eine Abwahl Maduros aus.

## Wirtschaftlicher Hintergrund
Bestimmendes politisches Thema ist die schwere Wirtschaftskrise von Venezuela. Die Wirtschaftsleistung sank allein 2015 um zehn Prozent. Für 2016 wird die weitere Verminderung auf 10 bis 15 Prozent geschätzt. Venezuela hat mit 275 Prozent 2015 die höchste Inflationsquote der Welt verzeichnet, die Prognose des IWF für 2016 beläuft sich auf 720 Prozent. Neben den Folgen der sozialistischen Wirtschaftspolitik führte der Zusammenbruch des Ölpreises zu einem Wirtschaftsschock. Die Versorgungslage für die Bevölkerung ist katastrophal, der Mangel an Klopapier war wichtiges Thema der 2015er Parlamentswahlen. Aufgrund chronischen Devisenmangels und der Devisenbewirtschaftung ist die Einfuhr von Waren stark reduziert. Dies betrifft auch viele Rohprodukte. So stellte die einzige Brauerei des Landes, Empresas Polar, ihre Produktion ein, da sie keine Möglichkeit mehr hat, Gerste zu importieren, die im Land nicht angebaut wird.
Verschärft wurde die wirtschaftliche Lage durch Strommangel. Der Guri-Stausee liefert rechnerisch ein Drittel der benötigten Strommenge. Durch die Dürre, die durch das Klimaphänomen El Niño verursacht ist, führt diese jedoch kaum noch Wasser und die Stromproduktion musste reduziert werden. Da Investitionen in Reservekraftwerke nicht stattgefunden hatten, führt dies zu Produktionseinschränkungen. Die Regierung Maduro verordnete daher zwei zusätzliche arbeitsfreie Tage je Woche, um Strom zu sparen.

## Das Referendum
Venezuela verfügt über ein Präsidentielles Regierungssystem, das dem Präsidenten umfangreiche Rechte gibt. Entsprechend ist eine Abberufung des Präsidenten nur durch das Volk und nur mit hohen Hürden möglich. Eine Abberufung mit Neuwahl ist nur dann zulässig, wenn die Amtszeit des Präsidenten noch mindestens 2 Jahre beträgt. Ist die Amtszeit kürzer, führt eine Abberufung dazu, dass der Vizepräsident Präsident wird, ohne dass es eine Neuwahl gibt. Um eine Neuwahl zu erreichen, musste die Opposition daher 2016 ein erfolgreiches Referendum durchführen. Das Referendum selbst erfolgt in drei Schritten. Zunächst müssen 200.000 Wahlberechtigte (etwa 1 % der Wähler) mit ihrer Unterschrift erklären, ein Abberufungsreferendum zu wünschen. Nach der Zulassung des Referendums durch die Wahlkommission müssen dann innerhalb von drei Tagen knapp vier Millionen Unterstützerunterschriften (etwa 20 Prozent der Wahlberechtigten) geleistet werden. Ist auch diese Hürde genommen, kommt es zur eigentlichen Abstimmung. Hierbei müssen mindestens so viele Stimmen für die Abberufung abgegeben werden, wie der Präsident bei seiner Wahl erhalten hatte.
Am 2. Mai 2016 erklärte der Chef des Oppositionsbündnisses MUD, Jesús Torrealba, 2,5 Millionen Unterschriften seien für den ersten Schritt gesammelt und dem Nationalen Wahlrat (CNE) übergeben worden.
Der von Maduro ernannte Nationale Wahlrat erklärte, am 2. Juni 2016 über die Zulassung des Referendums entscheiden zu wollen. Der Vizepräsident von Venezuela, Aristóbulo Istúriz nahm das Ergebnis vorweg und erklärte am 17. Mai 2016, die Volksabstimmung würde verhindert werden. Gleichzeitig rief Präsident Maduro den Ausnahmezustand aus und erteilte dem Militär weitgehende Kompetenzen. Am 2. Juni 2016 verschob der Nationale Wahlrat seine Entscheidung auf unbestimmte Zeit.
Am 1. August 2016 erklärte die Vorsitzende des nationalen Wahlrats (CNE), Tibisay Lucena, in allen 24 Bundesstaaten sei das notwendige Quorum von einem Prozent der Wahlberechtigten erreicht worden. Von den 1,8 Millionen Unterschriften seien 399.412 Unterschriften für gültig befunden worden. In einem nächsten Schritt muss der CNE die drei Tage festlegen, in denen die Unterschriften für die nächste Runde gesammelt werden sollen. Nach Umfragen wollen 60 % der Wahlberechtigten für eine Abwahl stimmen.
Der CNE verzögert die Umsetzung, um das Referendum erst nach dem 10. Januar 2017 stattfinden zu lassen. Am 9. August 2016 kündigte der CNE an, die zweite Sammlung von Unterschriften zur Einberufung des Abwahlreferendums könne Ende Oktober stattfinden.
Gegen die Verzögerungsstrategie des CNR richtete sich eine Erklärung von fünfzehn Mitgliedern der OAS, die forderte die Vorbereitung des Referendums müsse „ohne Verzögerungen“ durchgeführt werden. Diese Erklärung wurde nicht von den linksgerichteten Regierungen Boliviens, Ecuadors und Nicaraguas unterzeichnet.
Der CNE legte die Sammlung der Unterschriften der zweiten Runde auf den 26. bis 28. Oktober 2016 fest. Damit war eine Durchführung des Referendums frühestens im Februar 2017 möglich. Kurz vor Beginn der Unterschriftensammlung stoppte der CNE diese unter dem Vorwand, dass Gerichte mehreren Regionen die erste Unterschriftensammlung vom Juni für ungültig erklärt hätten. Die Entscheidungen der gleichgeschalteten Gerichte in fünf von der sozialistischen Regierungspartei beherrschten Bundesstaaten, die Stimmen für unzulässig zu erklären, war gleichzeitig Auslöser einer weiteren juristischen Verfolgung führender Oppositionspolitiker durch das Maduro-Regime. Gegen Oppositionsführer Henrique Capriles und weitere sieben führende Oppositionspolitiker wurden Ausreiseverbote erlassen. Der frühere Parlamentspräsident Diosdado Cabello drohte unverblümt, die Oppositionsführung ins Gefängnis bringen zu wollen.
Gleichzeitig mit dem Stopp des Referendums setzte der CNE ohne weitere Begründung die für Herbst 2016 vorgesehenen Kommunalwahlen ab und kündigte eine Durchführung im Jahr 2017 an.
Die Nationalversammlung verabschiedete nach der Absetzung des Referendums mit breiter Mehrheit eine Resolution, in der diese Entscheidung der CBE als „Zusammenbruch der Verfassungsordnung“ bezeichnet wurde, der einem „Putsch des Maduro-Regimes“ gleichkomme.
Nachdem die Möglichkeiten eines demokratischen Regierungswechsels mit der Absetzung des Referendums ausgeschöpft waren, rief die Opposition zu Massendemonstrationen und einem Generalstreik auf. Der zwölfstündige Generalstreik, der auch vom Industrieverband Conindustria unterstützt wurde, am Freitag dem 28. Oktober 2016 wurde weitgehend eingehalten. Die Regierung kündigte die Verstaatlichung der Unternehmen an, die den Generalstreik unterstützt hatten. Die Außenminister des Mercosur berieten in Cartagena über den Ausschluss Venezuelas wegen des Verstoßes gegen die demokratische Charta Mercosurs. Der Außenminister von Uruguay, Luis Almagro warf der Regierung Maduro vor, „sie habe mit ihren jüngsten Entscheidungen endgültig den Pfad der Demokratie verlassen“.